# Ярославська сільська рада (Дуванський район)
Ярославська сільська рада (рос. Ярославский сельский совет) — муніципальне утворення у складі Дуванського району Башкортостану, Росія. Адміністративний центр та єдиний населений пункт — село Ярославка.

## Населення
Населення — 2176 осіб (2019, 2301 в 2010, 2429 в 2002).